# فهرست مقاله‌های فلسفه قاره‌ای
فهرست مقالات در ارتباط با فلسفه قاره‌ای
- رهاسازی (اگزیستانسیالیسم)، Abandonment
- آلوده‌انگاری، Abjection
- هیچ‌انگاری، Absurdism
- کشور شدن کشور، Achieving Our Country
- آلبر کامو
- آلبرتو موریراس، Alberto Moreiras
- آلبرشت ولمر
- الکساندرو دراگومیر
- آلفرد آدلر
- آلان بلوم
- غیریت، Alterity
- پیوسته پیشاپیش، Always already
- آنارشیسم و فردریش نیچه
- آندره ماله (فیلسوف)، André Malet
- آنخل راما
- ترس آگاهی، Angst و Anguish
- آنا ترزا تیمینکا
- در پاسخ به پرسش: روشنگری چیست؟ (کتاب)
- ضد سامی و یهودی، Anti-Semite and Jew
- آنتونیو کاسو آندراده، فیلسوف مکزیکی
- اوس شقره، Aous Shakra
- ادراک نفسانی، Apperception
- گیاه‌واره‌ای یا درخت گونه، Arborescent
- اگزیستانسیالیسم بی‌خدا
- آوف هه بونگ
- Aurel Kolnai
- Authenticity (philosophy)
- Autonomism
- Avital Ronell
- Ayyavazhi phenomenology
- Bad faith (existentialism)
- Barbara Herrnstein Smith
- Beatriz Sarlo
- هستی و نیستی
- هستی و زمان
- Being in itself
- بندیتو کروچه
- فراسوی نیک و بد
- اگزیستانسیالیسم سیاه
- Boredom
- در پرانتز نهادن (پدیدارشناسی)
- Cahiers pour l'Analyse
- Carmen Laforet
- تأملات دکارتی
- چارلز سندرز پرس
- Christian Discourses
- اگزیستانسیالیسم مسیحی
- Christopher Norris (critic)
- Citationality
- Claude Lefort
- Claudio Canaparo
- Concluding Unscientific Postscript to Philosophical Fragments
- خودآگاهی
- Constantin Noica
- فلسفه قاره‌ای
- افاداتی به فلسفه
- کورنلیوس کاستوریادیس
- دروسی در زبان‌شناسی عمومی
- تحلیل گفتمان انتقادی
- تاریخ‌نگاری انتقادی، Critical historiography
- تربیت انتقادی یا تعلیم و تربیت انتقادی یا نظریه انتقادی تعلیم و تربیت، Critical pedagogy
- نظریه انتقادی
- نقد پست مدرنیسم
- Critique of Cynical Reason
- نقد عقل دیالکتیک، Critique of Dialectical Reason
- سنجش خرد ناب
- اسلاوی ژیژک
- ماده‌باوری فرهنگی
- مطالعات فرهنگی
- نظریه سایبورگ، Cyborg theory
- دازاین
- دیوید فارل کرل، David Farrell Krell
- ساختارشکنی
- Delfim Santos
- Dermot Moran
- Discontinuity (Postmodernism)
- اخلاق گفتمان، Discourse ethics
- دوگانگی ساختار Duality of structure
- انسان مصلوب (کتاب)
- نقد بومگرا یا نقد بوم‌شناسانه یا نقد زیست‌محیطی، Eco-criticism
- نوشتار زنانه
- Edifying Discourses in Diverse Spirits
- Edith Wyschogrod
- ادموند هوسرل
- ادوارد سعید
- Egoist anarchism
- Either/Or
- حماسه و رمان (کتاب)
- اپوخه
- ایرانوس
- ارنست کاسیرر
- رخداد Event
- Eugen Rosenstock-Huessy
- Eve Kosofsky Sedgwick
- استثناگرایی، Exceptionalism
- Exile and the Kingdom
- بحران وجودی یا بحران اگزیستانسیال، Existential crisis
- Existential humanism
- پدیدارشناسی وجودی یا پدیدارشناسی اگزیستانسیال، Existential phenomenology
- Existentiell
- چهره به چهره (ابهام‌زدایی)
- Facticity
- ترس و لرز
- فردینان دو سوسور
- For Self-Examination
- Foucault–Habermas debate
- فرانتس رزنتسوایگ
- Frederick C. Beiser
- فردریک جیمسون، Fredric Jameson
- French structuralist feminism
- نظریه فرانسوی
- Freudo-Marxism
- فردریش نیچه
- Friedrich Nietzsche bibliography
- فریدریش پولاک
- فریدریش ویلهلم یوزف شلینگ
- گابریل مارسل
- گایاتری چاکراورتی اسپیواک
- Geist
- مطالعات جنسیتی
- Genealogy (philosophy)
- نقد جغرافیایی، Geocriticism
- Geoffrey Bennington
- گئورگ ویلهلم فریدریش هگل
- Giles Fraser
- جورجو آگامبن
- گی دوبور
- هانس گئورگ گادامر
- Hans Lipps
- فلسفه هگل
- هلن سیکسو
- Helene von Druskowitz
- هانری برگسن
- هربرت مارکوزه
- هرمنوتیک
- دگرجنسگراهنجاری
- Heterophenomenology
- تاریخیت (فلسفه)
- History of Consciousness
- Honorio Delgado
- Human, All Too Human
- روان‌شناسی انسان‌گرایانه
- هوسرلیانا Husserliana
- Hypermodernity
- Idea for a Universal History with a Cosmopolitan Purpose
- Igor Pribac
- Influence and reception of Søren Kierkegaard
- Influence and reception of Friedrich Nietzsche
- عقلانیت ابزاری
- مجله بین‌المللی مطالعات ژیژک
- Intersubjectivity
- Irrational Man: A Study in Existential Philosophy
- Irrealism (the arts)
- ژاک دریدا
- ژاک لاکان
- James E. Faulconer
- James M. Edie
- ژان فرانسوا لیوتار
- ژان‌لوک نانسی
- ژان پل سارتر
- Jean Grenier
- Jeff Malpas
- Jena romantics
- یوهان گوتلب فیشته
- Josefina Ayerza
- Juan-David Nasio
- Judge for Yourselves!
- جودیت باتلر
- Juha Varto
- ژولیا کریستوا
- Julie Rivkin
- یورگن هابرماس
- Karl Ameriks
- کارل ویلهلم فریدریش اشلگل
- Keiji Nishitani
- اگزیستانسیالیسم و اصالت بشر
- Lacan at the Scene
- Laura Kipnis
- لئو اشتراوس
- Léon Dumont
- Les jeux sont faits
- Les Temps modernes
- Lewis White Beck
- Lifeworld
- فهرست نظریه‌های انتقادی، List of critical theorists
- List of postmodern critics
- List of works in critical theory
- نقد ادبی
- نظریه ادبی
- Lived body
- Logocentrism
- Logos: A Journal of Modern Society and Culture
- لوئیس آلتوسر
- Louis H. Mackey
- لوس ایریگاره
- Ludwig Landgrebe
- چگونگی زندگی آدمی
- Marek Siemek
- Mark Sacks
- Mark Wrathall
- مارشال برمن
- مارتین بوبر
- مارتین هایدگر
- Mary Louise Pratt
- موریس مرلو پونتی
- ماکس هورکهایمر
- Maxence Caron
- Metaphor in philosophy
- Metaphysical Foundations of Natural Science
- مابعدالطبیعهٔ اخلاق (کتاب)
- Metaphysics of presence
- Michael Vavrus
- کتاب‌شناسی میشل فوکو، Michel Foucault bibliography
- Michel Henry
- Mikhail Ovsyannikov
- Minima Moralia
- مرحله آئینه
- Modalities (sociology)
- مدرنیسم
- Mythologies (book)
- Nelly Richard
- Néstor García Canclini
- Nicola Abbagnano
- Nietzsche's views on women
- نیچه و اراده آزاد
- نیچه و فلسفه (کتاب)
- نیچه در برابر واگنر
- Nietzschean affirmation
- ابژه کوچک a ـ Objet petit a
- Observations on the Feeling of the Beautiful and Sublime
- On the Concept of Irony with Continual Reference to Socrates
- تبارشناسی اخلاق
- در باب حقیقت و دروغ در مفهومی غیراخلاقی
- اونتیک
- شرق‌شناسی (کتاب)
- Orthotes
- Outline of critical theory
- پل دو مان
- Paul R. Patton
- پل ری
- Per Martin-Löf
- جامعه‌شناسی پدیدارشناسانه
- پدیدارشناسی (فلسفه)
- پدیدارشناسی ذوات یا پدیدارشناسی مونیخ، Phenomenology of essences
- پدیدارشناسی ادراک (کتاب)، Phenomenology of Perception
- فیلیپ لاکو لابارت
- Philippe Nys
- قطعات فلسفی (کتاب)، Philosophical Fragments
- جستارهای فلسفی در باب ذات آزادی بشری، Philosophical Inquiries into the Essence of Human Freedom
- فلسفه و پژوهش‌های پدیدارشناسانه (مجله)، Philosophy and Phenomenological Research
- فلسفه در عصر تراژیک یونانیان، Philosophy in the Tragic Age of the Greeks
- فلسفه گفتگو یا فلسفه دیالوگ، Philosophy of dialogue
- Philosophy of Existence
- Philosophy of Max Stirner
- فلسفه سورن کییرکگارد
- فلسفه فناوری
- Pirmin Stekeler-Weithofer
- پسامارکسیسم
- پساساختارگرایی
- پسااستعماری
- Posthegemony
- Postmodern Christianity
- فلسفه پسامدرن
- روانشناسی پسامدرن
- Postmodern social construction of nature
- Postmodern vertigo
- پست مدرنیسم
- Postmodernism, or, the Cultural Logic of Late Capitalism
- Practice in Christianity
- Pragmatic maxim
- Prefaces
- حوزه خصوصی یا حوزه خصوصی
- تمهیدات: مقدمه‌ای برای هر مابعدالطبیعه آینده که به عنوان یک علم عرضه شود
- حوزه عمومی
- Queer heterosexuality
- Queer pedagogy
- نظریه فراهنجار
- Ranjana Khanna
- Reflective disclosure
- Relationship between Friedrich Nietzsche and Max Stirner
- Repetition (Kierkegaard)
- تاریخ سکسوالیته
- Res Extensa
- مقصرتراشی
- Richard A. Macksey
- ریچارد شاخت، Richard Schacht
- Robert C. Solomon
- Robert Rowland Smith
- Roger Caillois
- رمانتیسیسم
- Rudolf Schottlaender
- Rudolf Seydel
- صورت‌گرایی روسی
- قدیس ژنه (کتاب) یا ژنه‌ی مقدس (کتاب)، Saint Genet
- Sarah Coakley
- Scheler's Stratification of Emotional Life
- اسکیزوکاوی یا روان‌گسیختگی‌کاوی، Schizoanalysis
- آرتور شوپنهاور
- جستجو برای یک روش (کتاب)، Search for a Method
- Secondary antisemitism
- Self-deception
- نشانه‌شناسی
- زیگفرید کراکائر
- موقعیت‌گرای بین‌الملل
- Sketch for a Theory of the Emotions
- اسلاوی ژیژک
- کتاب‌شناسی اسلاوی ژیژک
- ازخودبیگانگی
- Socialisme ou Barbarie
- سورن کییرکگور
- سورن کییرکگارد و فردریش نیچه، Søren Kierkegaard and Friedrich Nietzsche
- زیر خط خوردگی، Sous rature
- Spomenka Hribar
- مراحل راه زندگی (کتاب)، Stages on Life's Way
- Stefan Molyneux
- Stephen Mulhall
- Stirrings Still: The International Journal of Existential Literature
- ذات‌گرایی راهبردی، Strategic essentialism
- مارکسیسم ساختارگرا
- Sturm und Drang
- Sublime (philosophy)
- Systemic Constellations
- Telos (journal)
- ترزا دلارتیس
- The Absence of the Book
- The Adulterous Woman
- دجال (نیچه)
- The Art of Being Right
- پیدایش کلنیک (کتاب)
- زایش تراژدی (کتاب)
- خون دیگران (کتاب)
- The Book on Adler
- قضیه واگنر (کتاب)
- The Concept of Anxiety
- The Crisis and a Crisis in the Life of an Actress
- The Existential Negation Campaign
- The False Subtlety of the Four Syllogistic Figures
- حکمت شادان
- The Imaginary (Sartre)
- مسخ (رمان)
- افسانه سیزیف
- تنها برهان ممکن در پشتیبانی از اثبات وجود خدا (کتاب)، The Only Possible Argument in Support of a Demonstration of the Existence of God
- سرآغاز کار هنری
- The Pigeon
- طاعون (کتاب)
- The Point of View of My Work as an Author
- The Possessed (play)
- وضعیت پست‌مدرن
- پرسشی در باب تکنولوژی (کتاب)، The Question Concerning Technology
- The Renegade (Camus short story)
- راه شاهی (کتاب)، The Royal Way
- The Seminars of Jacques Lacan
- بیماری به سوی مرگ (کتاب)، The Sickness Unto Death
- مردان خاموش (کتاب)، The Silent Men
- The Society of the Spectacle
- بیگانه (کتاب)
- عینیت ایدئولوژی (کتاب) یا ابژه والای ایدئولوژی (کتاب)، The Sublime Object of Ideology
- The Transcendence of the Ego
- اراده معطوف به قدرت
- تئاتر پوچی
- تئودور آدورنو
- Thoughts on the True Estimation of Living Forces
- چنین گفت زرتشت
- Tim Dean
- زمان و اراده آزاد (کتاب)
- Tomonubu Imamichi
- Trace (deconstruction)
- Tui (intellectual)
- غروب بت‌ها
- Two Ages: A Literary Review
- Universal Natural History and Theory of Heaven
- تأملات نابهنگام (کتاب)
- Vanja Sutlić
- در انتظار گودو
- زندگی بیداری (فیلم)
- والتر بنیامین
- ادبیات چیست؟ (کتاب)
- ویلهلم دیلتای
- ویلیام مک نیل، William McNeill (philosopher)
- ولفگانگ فریتس هاوگ، Wolfgang Fritz Haug
- Works of Love
- World disclosure
- Writing Sampler
- Zarathustra's roundelay
- Zollikon Seminars